# Алазани (футбольный клуб)
«Алазани» — советский и грузинский футбольный клуб из Гурджаани. Создан не позднее 1964 года.

## История
В 1964—1970 годах играл в первенстве СССР.
С 1990 года — в системе лиг Грузии: по итогам сезона 1990 года в первой лиге вышел в высший дивизион Грузии. По итогам сезона 1993/94 покинул высший дивизион.
Непродолжительное время носил названия «Эрквани» (с августа 1993 по март 1994 год) и «Алазани-Мерани» (с июля 2002 по июль 2003 года).

## Достижения
- В первенстве СССР — 8-е место в зональном турнире класса «Б» (Д-3): 1966 год
- В кубке СССР — поражение в 1/4 зонального финала: 1966/1967
- В чемпионате Грузии — 3-е место: 1992/93